# El tigre de Jalisco
El tigre de Jalisco es una película wéstern mexicana de 1947 dirigida por René Cardona y protagonizada por Armando Soto La Marina, Delia Magaña y Manolo Fábregas.

## Argumento
Un alcalde ofrece una recompensa por la captura de un bandido, pero el dueño del hotel local se opone porque el bandido fomenta el turismo.

## Reparto
- Armando Soto La Marina como León Bravo.
- Delia Magaña como Cinda.
- Manolo Fábregas como Eduardo.
- Beatriz Aguirre como Rosita.
- Luis G. Barreiro como Don Pancho.
- Miguel Inclán como Tigre de Pedrero.
- Alfonso Bedoya como Bandido (como Alfonso Bedolla).
- Juan Pulido como Don Ruperto, señor alcalde.
- Fanny Schiller como Tía de Mary, turista.
- Maria Stein como Mary, turista.
- Teresa Casuso Morín como Rita, actriz (como Teté Casuso).
- Enrique Peña Franco
- Manolo Noriega como Puerta.
- Julio Ahuet as Cantinero (no acreditado).
- Guillermo Bravo Sosa as Don Matías (no acreditado).
- José Escanero as Don Cenón (no acreditado).
- Edmundo Espino as Señor juez (no acreditado).
- María Gentil Arcos as Mamá de Eduardo (no acreditada).
- Sara Montes as Mujer en restaurante (no acreditada).
- José Muñoz as Inspector Ordóñez (no acreditado).
- Ignacio Peón as Pueblerino (no acreditado).
- Humberto Rodríguez as Pueblerino (no acreditado).
- María Luisa Smith as Pueblerina (no acreditada).

## Lanzamiento
Fue estrenada el 7 de marzo de 1947 en el cine Colonial, por dos semanas.